# C/2006 W3
C/2006 W3 (Christensen) – kometa o bardzo długim okresie obiegu. 

## Odkrycie i nazwa
Kometę tę odkrył astronom Eric Christensen 18 listopada 2006 roku.

## Orbita komety
Orbita komety C/2006 W3 ma kształt bardzo wydłużonej elipsy o mimośrodzie 0,9998. Jej peryhelium znajduje się w odległości 3,13 au, aphelium zaś aż 35975,8 j.a. od Słońca. Jej okres obiegu wokół Słońca wynosi ponad 2,4 mln lat, nachylenie do ekliptyki ma wartość 127˚.